# Korea JoongAng Daily
Korea JoongAng Daily — англійське видання південнокорейської національної щоденної газети JoongAng Ilbo. Газета вперше була опублікована 17 жовтня 2000 року і спочатку називалася JoongAng Ilbo English Edition. В основному вона містить новини та сюжети штатних репортерів, а також деякі історії, перекладені з корейського варіанту газети.
Korea JoongAng Daily є однією з трьох головних англомовних газет у Південній Кореї разом із The Korea Times та The Korea Herald. Газета виходить разом із щоденним випуском The New York Times і розташована в головному офісі JoongAng Ilbo в Санам-дон, Мапогу, Сеул.